# Галактан
Галактаны — органические вещества, сложные полисахариды, построенные из галактозы или соединения галактозы с другими сахарами; общая формула: (C6H10O5)n. Содержится во многих растениях (в значительных количествах — в сахарной свёкле). Галактаны составляют основную углеводную часть агар-агара, растительных гумми и слизей. При окислении галактанов образуется слизевая кислота.
Галактаны, синтезируемые растением Anogeissus latifolia, содержат в основном связи α(1→6), галактан из акации — связи α(1→3).

## См.также.
- Агар-агар
- Галактоолигосахариды